# Nova TV (Bulgarien)

Ehemaliges Senderlogo (2005–2011)

Nova TV ist ein privater Fernsehsender in Bulgarien. Er war der erste werbefinanzierte TV-Sender des Landes.
Seit 2000 war die griechische Antenna Group Eigentümer des Senders. Am 31. Juli 2008 übernahm das schwedische Medienunternehmen Modern Times Group Nova Television für 628 Millionen Euro. Der Kauf wurde am 16. Oktober 2008 vollzogen. Neben Nova Television betreibt das Unternehmen in Bulgarien noch die Sender Kino Nova, Nova Sport, DIEMA, Diema Family und Diema Sport. Am 22. März 2019 kaufte die Advance Media Group Nova TV von der Modern Times Group für 185 Millionen Euro. Am 29. Dezember 2020 kaufte United Group die Gesellschaft von Advance Media Group.
Im Oktober 2017 drohte der Abgeordnete Anton Todorov, von der damaligen Regierungspartei GERB dem Moderator von Nova TV Todorov Nikolaev vor laufender Kamera mit dessen Entlassung, nachdem Nikolaev eine unbequeme Frage gestellt hatte.